# Jasminsläktet
Information om förnamnet Jasmin finns i artikeln Jasmina
Jasminsläktet (Jasminum) är ett växtsläkte i familjen syrenväxter med omkring 200 arter i Afrika, Asien, Australien, Oceanien och en art i Medelhavsområdet.
Många arter har väldoftande blommor som bland annat används i parfymer och oljor. Jasmin är också vanligt i rökelse. Några arter används som kruk- och trädgårdsväxter i Sverige. Endast några få arter är härdiga nog att planteras utomhus, och då endast i landets mildaste odlingszoner. Jasmin förväxlas dock ofta med den betydligt vanligare trädgårdsbusken schersmin (Philadelphus). Bland annat i visan Dans på Sunnanö av Evert Taube förväxlas namnen. Frasen doft av syrener och jasmin i pensionatets sal... handlar troligen om schersmin. 
Släktet består av träd, upprätta, klättrande eller överhängande buskar. Bladen är strödda, motsatta, sällan kransställda, de kan vara enkla eller parflikiga. Blommorna har 4-16 kronflikar, rörlika, ofta med utbrett bräm, vita eller gula, mer sällan röda eller purpur. Frukten är ett bär.
Jasmin används till att smaksätta te, oftast blandas det med grönt eller vitt te. Jasminblomman skördas under dagen och förvaras svalt till natten. Under natten, då blommorna ger ifrån sig mest doft, blandas de med te som får dra till sig doften. Teet får på så sätt smaken av jasmin. I finare blandningar brukar man plocka bort blommorna och har inte med det i den färdiga produkten.